# Takeo Hoshi
Takeo Hoshi (jap. 星 岳雄, Hoshi Takeo) ist ein japanischer Wirtschaftswissenschaftler und Hochschullehrer.

## Werdegang, Forschung und Lehre
Hoshi studierte Sozialwissenschaft an der Universität Tokio, an der er 1983 als Bachelor of Liberal Arts (engl. für 教養学士, kyōyō gakushi) graduierte. Anschließend ging er in die Vereinigten Staaten. Am Massachusetts Institute of Technology schloss er 1988 sein Studium als Ph.D. in Wirtschaftswissenschaft ab. Anschließend folgte er einem Ruf der University of California, San Diego. Zunächst bis 1994 Assistant Professor war er bis 2000 Associate Professor, ehe er dort zum ordentlichen Professor berufen wurde. Parallel nahm er Gastprofessuren an verschiedenen japanischen Universitäten wahr.
Der Schwerpunkt der Arbeit Hoshis liegt im Bereich der Erforschung von Finanzsystemen, wobei das japanische Finanzsystem hierbei eine zentrale Stellung einnimmt. Zudem interessiert er sich für Geldpolitik und Corporate Governance.
Hoshis ist seit 1988 Mitglied der American Economic Association, 2002 trat er der Japanischen Ökonomischen Vereinigung bei. 2005 erhielt er von dieser den Nakahara Prize. Als Dekan der School of International Relations and Pacific Studies an der UCSD war er zwischen August und Dezember 2006 sowie zwischen Februar und August 2009 tätig.

## Werke
Die folgende Auflistung gibt von ihm veröffentlichte Bücher wieder, zudem hat er zahlreiche Zeitschriftenartikel und Arbeitspapiere verfasst.
- Crisis and Change in the Japanese Financial System (Herausgeber mit Hugh Patrick)
- Corporate Finance and Governance in Japan: The Road to the Future (2001)